# Hasan Sufi Tarkhan
Hasan Sufi Tarkhan fou un amir, probablement de la tribu Kungrat i el clan Sufi de Coràsmia, que va servir a Xah Rukh.
El 1410 fou enviat al Mazanderan. El 1414 Iskandar va enviar als amirs Yusuf Khalil, Jelban Xah Barles (Halbanxah Barles), Abd Allah Perwanji i Saad Allah, a assetjar Sawah. El governant local Nasr Allah Sahrai va demanar ajut a Xah Rukh que va enviar deu mil cavallers manats pels amirs Hasan Sufi Tarkhan, Said Ali Tarkhan, Dawlat Khoja Irak i Txeharxenbeh. Els amirs d'Iskandar van decidir no enfrontar a les tropes imperials i es van passar al bandol imperial, arrestant a Yusuf Khalil. Hasan Sufi, Said Ali i alguns altres amirs van portar a Yusuf Khalil encadenat a Herat. Poc després, junt amb Elies Khoja, va assetjar la fortalesa d'Ikan. Fou un dels amirs que va anar a buscar als fills de Iskandar a Siraz, detinguts allí quan aquest estava assetjat a Esfahan. El 1416 va participar en la campanya militar de Kirman.